# Alta Sierra (condado de Nevada)
Alta Sierra es un lugar designado por el censo en el condado de Nevada en el estado estadounidense de California. En el año 2000 tenía una población de 6,522 habitantes y una densidad poblacional de 300 personas por km².

## Geografía
Alta Sierra se encuentra ubicado en las coordenadas 39°7′44″N 121°3′9″O / 39.12889, -121.05250. Según la Oficina del Censo, la ciudad tiene un área total de 21,7 km² (8,4 mi²), de la cual 21,7 km² (8,4 mi²) es tierra y 0 km² (0 mi²) (0%) es agua.

## Demografía
Según la Oficina del Censo en 2000 los ingresos medios por hogar en la localidad eran de $56,868, y los ingresos medios por familia eran $59,776. Los hombres tenían unos ingresos medios de $47,121 frente a los $31,302 para las mujeres. La renta per cápita para la localidad era de $28,876. Alrededor del 4.3% de la población estaban por debajo del umbral de pobreza.